# Participatio actuosa
La Participatio actuosa (latin : "participation active") est l'un des principes importants du Mouvement liturgique catholique du XXe siècle et de la réforme liturgique qui suivit le concile Vatican II.
Ce terme exprime le rôle actif (et non seulement spectateur) de toute l'assemblée dans la célébration de la messe et des autres actes liturgiques. Benoît XVI précise qu'il ne s'agit pas d'une "simple attitude extérieure durant la célébration", mais que le terme doit être compris "en termes plus substantiels, à partir d'une plus grande conscience du mystère qui est célébré et de sa relation avec l'existence quotidienne".

## Histoire du terme

### Origine
L'expression (en italien « partecipazione attiva ») remonte à la version italienne (originelle) du motu proprio Tra le sollecitudini du pape Pie X du 22 novembre 1903. La version latine (à vocation universelle) utilise, elle, simplement le mot de « participatio » (sans la mention « actuosa » utilisée plus tard dans les textes de Vatican II, ni la mention « activa »). La traduction du passage par Dom Hervé Courau (Triors) est la suivante : 

« Notre plus vif désir étant, en effet, que le véritable esprit chrétien refleurisse de toute façon et se maintienne chez tous les fidèles, il est nécessaire de pourvoir avant tout à la sainteté et à la dignité du temple où les fidèles se réunissent précisément pour puiser cet esprit à sa source première et indispensable : la participation active aux mystères sacro-saints et à la prière publique et solennelle de l’Église. (Essendo, infatti, Nostro vivissimo desiderio che il vero spirito cristiano rifiorisca per ogni modo e si mantenga nei fedeli tutti, è necessario provvedere prima di ogni altra cosa alla santità e dignità del tempio, dove appunto i fedeli si radunano per attingere tale spirito dalla sua prima ed indispensabile fonte, che è la partecipazione attiva ai sacrosanti misteri e alla preghiera pubblica e solenne della Chiesa.) »

À la suite d'un discours du bénédictin belge Lambert Beauduin lors de la Journée catholique panbelge à Malines en septembre 1909, la réflexion devient publique et se fait une place au sein du Mouvement liturgique. L'utilisation de la langue vernaculaire pour les éléments de congrégation est devenue un instrument important en plus du latin dans la liturgie sacerdotale, par exemple dans les diverses formes de la messe communautaire.

### EncycliqueMediator Dei
En 1947, Pie XII publie l'encyclique Mediator Dei, traitant de liturgie et prenant en compte la réflexion du Mouvement liturgique. La participatio actuosa à la liturgie y est mentionnée (partie II, I), :

« Dans cette participation actuelle et personnelle, de même que les membres prennent chaque jour une ressemblance plus grande avec leur divin Chef, de même la vie salutaire découlant du Chef est communiquée aux membres, si bien que nous pouvons répéter les paroles de saint Paul : " Je suis attaché à la croix avec le Christ, et ce n’est plus moi qui vis, mais c’est le Christ qui vit en moi " (Qua quidem actuosa singulorum participatione, quemadmodum membra divino suo Capiti cotidie magis assimulantur, sic etiam salus ex Capite profluens impertitur membris : ita quidem ut nos possimus divi Pauli iterare verba : "Christo confixus sum Cruci : vivo autem, iam non ego, vivit vero in me Christus".) »

### Concile Vatican II
La Constitution du concile Vatican II sur la Sainte Liturgie de 1963, Sacrosanctum Concilium, ne définit pas le terme de participatio actuosa mais affirme dans ses articles 14 et 21 :

« La Mère Église désire beaucoup que tous les fidèles soient amenés à cette participation pleine, consciente et active (latin : actuosa) aux célébrations liturgiques, qui est demandée par la nature de la liturgie elle-même et qui, en vertu de son baptême, est un droit et un devoir pour le peuple chrétien. »

« Cette restauration doit consister à organiser les textes et les rites de telle façon qu’ils expriment avec plus de clarté les réalités saintes qu’ils signifient, et que le peuple chrétien, autant qu’il est possible, puisse facilement les saisir et y participer par une célébration pleine, active (latin : actuosa) et communautaire. »

Sacrosanctum Concilium précise également, dans son article 28 :

« Dans les célébrations liturgiques, chacun, ministre ou fidèle, en s’acquittant de sa fonction, fera seulement et totalement ce qui lui revient en vertu de la nature de la chose et des normes liturgiques. »

Les membres de l'assemblée manifestent à travers les réponses et les acclamations fournies, la posture (à genoux, debout, assis) et les gestes (signe de croix, salutation de paix facultative), la prière et le chant ensemble, chacun soutenu par une participation intérieure et consciente, leur participation au sacerdoce baptismal,.
Le pape Paul VI écrit dans le décret Ecclesiae semper du 7 mars 1965, avec lequel il procède à la réorganisation de la concélébration voulue par le concile (SC 57f) : « Chaque messe [...] est plus que tout autre acte liturgique un acte de tout le Peuple de Dieu, qui est hiérarchiquement ordonné et agit. [...] C'est pourquoi, dans la célébration d'un tel sacrifice, auquel les fidèles participent en même temps consciemment, activement et d'une manière propre à la communauté, en particulier sous la présidence de l'évêque, l'Église est rendue visible de manière privilégiée chemin dans l'unité du sacrifice et du sacerdoce, dans une seule action de grâce, autour de l'unique autel avec le ministre et le peuple saint. »

### Benoit XVI
En 2007, Benoît XVI publie l'exhortation apostolique post-synodale Sacramentum caritatis (de), dans lequel un chapitre entier est consacré à l'"Actuosa participatio", et qui clarifie notamment le terme :

« Il convient par conséquent de dire clairement que, par ce mot, on n'entend pas faire référence à une simple attitude extérieure durant la célébration. En réalité, la participation active souhaitée par le Concile doit être comprise en termes plus substantiels, à partir d'une plus grande conscience du mystère qui est célébré et de sa relation avec l'existence quotidienne. Demeure encore totalement valable la recommandation de la Constitution conciliaire Sacrosanctum Concilium qui exhortait les fidèles à ne pas assister à la liturgie eucharistique « comme des spectateurs étrangers et muets », mais à participer « de façon consciente, pieuse et active à l'action sacrée ». »